# 11736 Вікторфішл
11736 Вікторфішл (11736 Viktorfischl) — астероїд головного поясу, відкритий 19 серпня 1998 року.
Тіссеранів параметр щодо Юпітера — 3,503.
Названо на честь Віктора Фішла (чеськ. Viktor Fischl [Fišl]; єврейський варіант імені — Авігдор Даган) (1912 — 2006) — чеського і ізраїльського поета, прозаїка, перекладача і журналіста.